# فرودگاه کیل

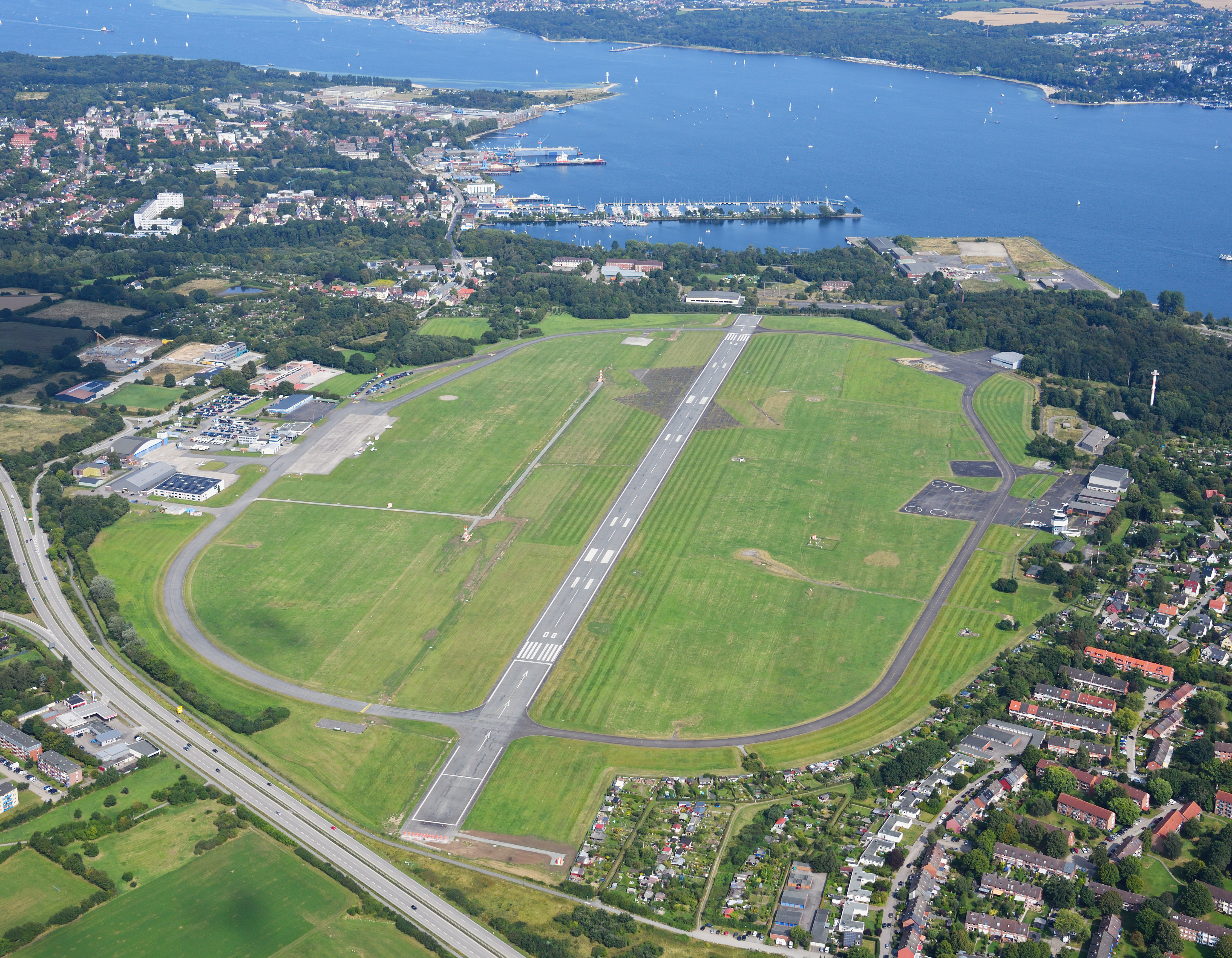
فرودگاه کیل در آلمان

فرودگاه کیل (به انگلیسی: Kiel Airport) (به زبان بومی: Flughafen Kiel-Holtenau) یک فرودگاه همگانی با کد یاتا KEL است که یک باند فرود آسفالت دارد و طول باند آن ۱۲۶۰ متر است. این فرودگاه در شهر کیل کشور آلمان قرار دارد و در ارتفاع ۳۱ متری از سطح دریا واقع شده است.